# Ondratice

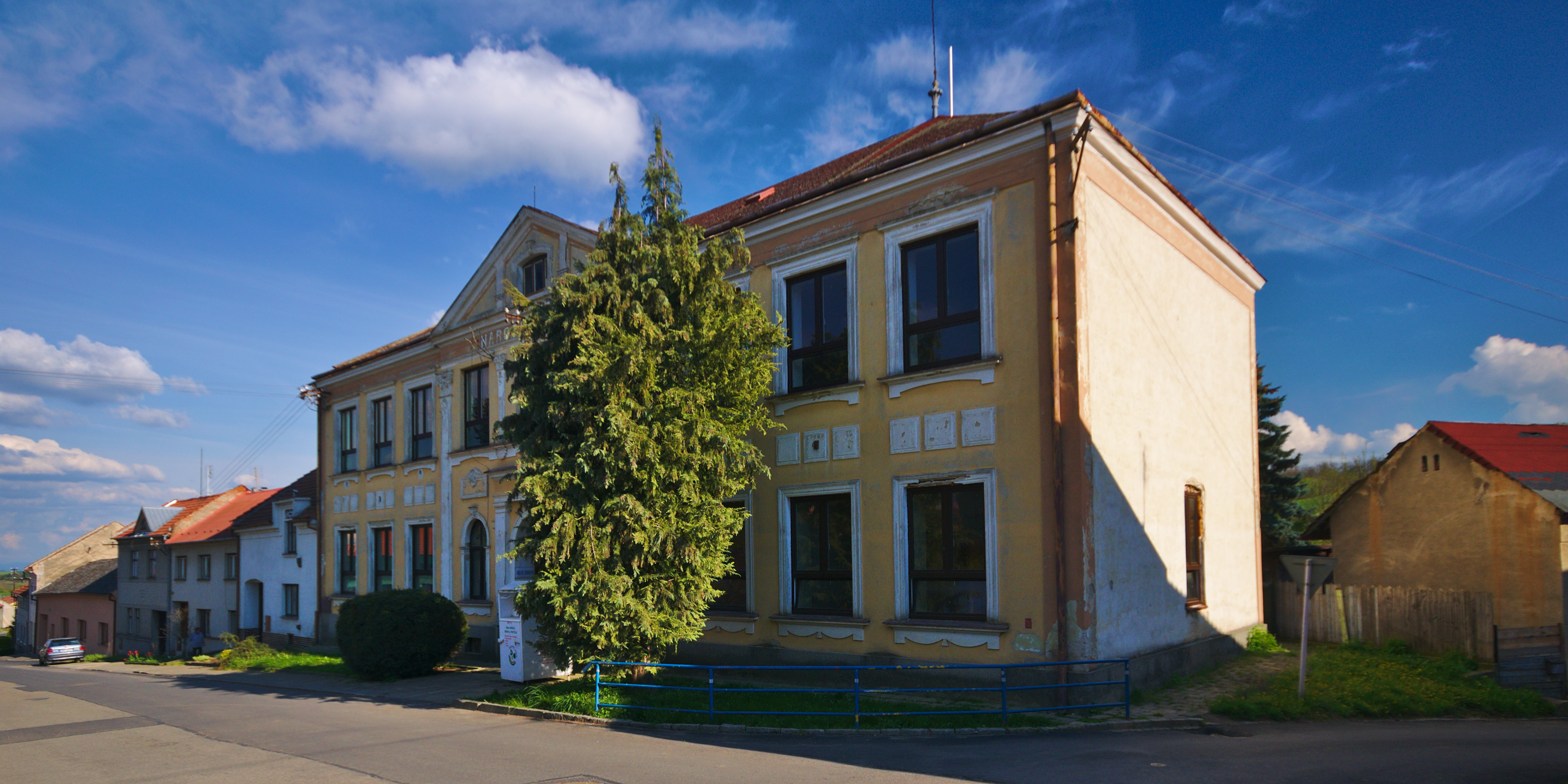
Gemeindeamt

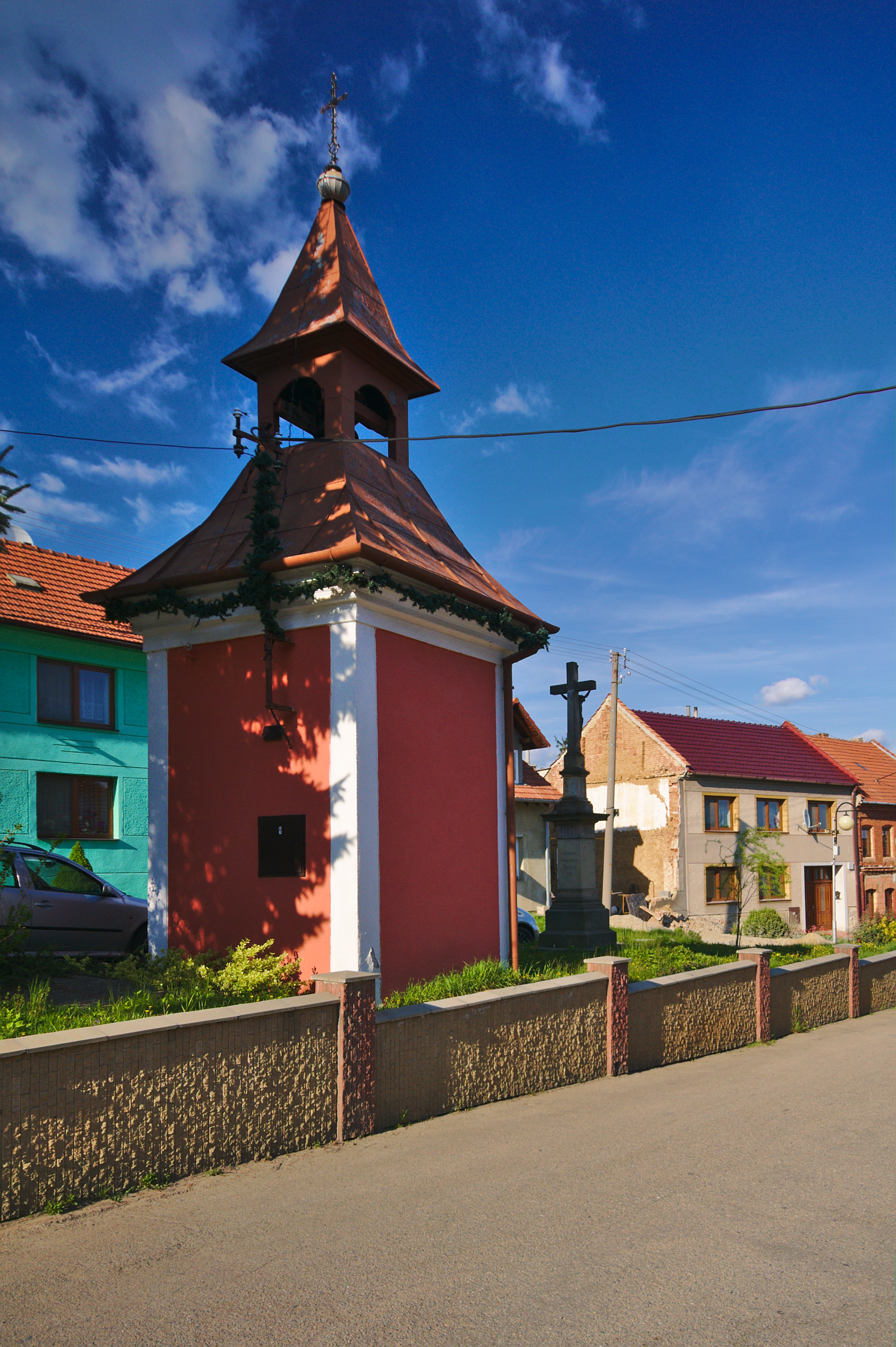
Glockenturm

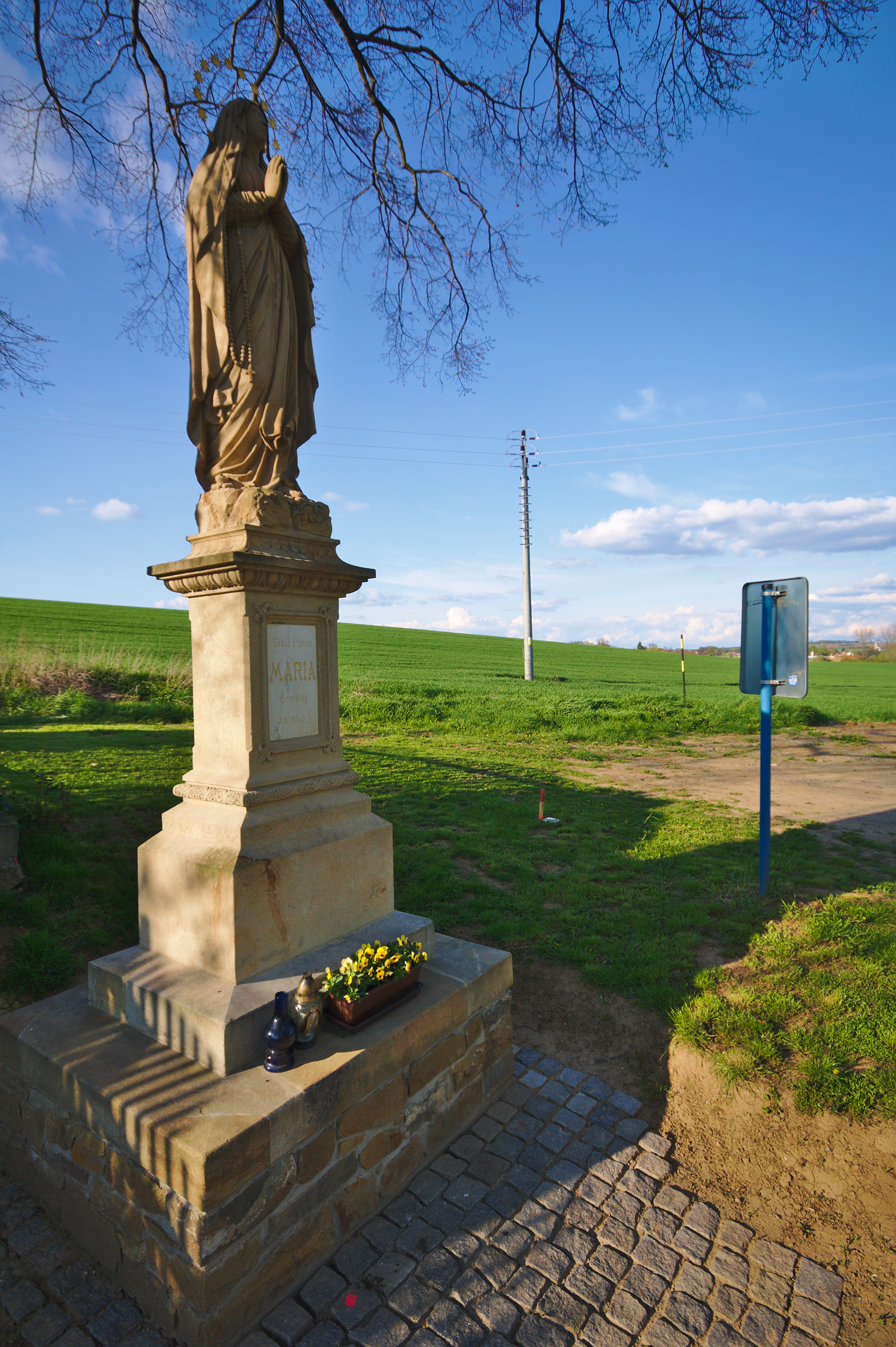
Marienstatue

Ondratice (deutsch Ondratitz) ist eine Gemeinde in Tschechien. Sie liegt elf Kilometer nordöstlich von Vyškov und gehört zum Okres Prostějov.

## Geographie
Das Längsangerdorf Ondratice befindet sich am östlichen Fuße des Drahaner Berglandes am Rande der Hanna. Durch das Dorf fließt der Bach Ondratický potok. In der Umgebung des Dorfes befinden sich mehrere Steinbrüche und Sandgruben. Gegen Westen erstreckt sich der Truppenübungsplatz Březina. Südlich und östlich verläuft die Autobahn D 46. Im Südwesten erhebt sich die Vojenská (442 m. n.m.), nordwestlich der U Chaloupky (413 m. n.m.). 
Nachbarorte sind Familie, Sněhotice und Horní Otaslavice im Norden, Bažantnice und Brodek u Prostějova im Nordosten, Dobromilice und Doloplazy im Osten, Želeč und Chvalkovice na Hané im Südosten, Ivanovice na Hané und Drysice im Süden, Pustiměř, Zelená Hora und Kotáry im Südwesten, Podivice und Kotačky im Westen sowie Hatě im Nordwesten.

## Geschichte
Archäologische Funde, die vor allem dem Bohunicien und Jüngeren Szeletien zuzuordnen sind, belegen eine Besiedlung des Gemeindegebietes seit dem Jungpaläolithikum. 
Die erste schriftliche Erwähnung des Dorfes erfolgte 1141 unter dem Namen Vneradici als Besitz der Kirche in Spitignow. Im Jahre 1318 gelangte das Spitignower Kirchengut an das Bistum Olmütz. Der Olmützer Bischof Jan Volek kaufte 1348 noch zwei Höfe in Ondratice und schenkte das Dorf im Jahr darauf der Benediktinerinnenabtei Pustomirz. Als Besitzer eines Anteils von Ondratice sind 1447 Heinrich von Wranowic und 1464 Hynek von Otaslawic nachweislich; dieser Teil wurde später dem Gut Ottaslawitz zugeschlagen. Nach dem Niedergang durch die Hussitenkriege und die Reformation wurde das Kloster Pustomirz 1588 durch Papst Sixtus V. aufgehoben und die Klostergüter an die bischöfliche Herrschaft Wischau angeschlossen. Im Laufe der Zeit wurde das Dorf auch als Odratic und Oldratice bezeichnet. Der Meierhof wurde im 18. Jahrhundert aufgehoben.
Im Jahre 1834 bestand das im Brünner Kreis, an der Grenze zum Olmützer Kreis, gelegene Dorf Ondratitz bzw. Ondratice aus 61 Häusern mit 417 Einwohnern; davon gehörten acht Häuser mit 110 Einwohnern zur Allodialherrschaft Prödlitz mit Ottaslawitz. Haupterwerbsquellen bildeten die wenig ertragreiche Landwirtschaft und das Brennen von Wagenschmiere. Pfarr- und Schulort war Prödlitz. Bis zur Mitte des 19. Jahrhunderts blieb Ondratitz anteilig der erzbischöflichen Herrschaft Wischau bzw. der Allodialherrschaft Prödlitz untertänig.
Nach der Aufhebung der Patrimonialherrschaften bildete Ondratice / Ondratitz ab 1850 eine Gemeinde im Gerichtsbezirk Wischau. Ab 1869 gehörte Ondratice zum Bezirk Wischau; zu dieser Zeit hatte das Dorf 521 Einwohner und bestand aus 89 Häusern. 1870 entstand eine einklassige Dorfschule. Im Jahre 1900 lebten in Ondratice 696 Personen; 1910 waren es 766. Die Straße nach Prödlitz wurde 1903 fertiggestellt, mit den anderen Nachbarorten blieb Ondratice über Feldwege verbunden. Zwischen 1909 und 1910 entstand ein neues Schulgebäude. Nach dem Ersten Weltkrieg zerfiel der Vielvölkerstaat Österreich-Ungarn, das Dorf wurde 1918 Teil der neu gebildeten Tschechoslowakischen Republik. 1919 entstand eine Ortsgruppe des Sokol. Im selben Jahre begann die Elektrifizierung des Dorfes. Beim Zensus von 1921 lebten in den 148 Häusern von Ondratice 739 Personen, davon 738 Tschechen. Zu dieser Zeit arbeiteten fast alle Einwohner neben der Landwirtschaft als Schneider und fertigten Westen für die Proßnitzer Konfektionsfabriken. Die Freiwillige Feuerwehr wurde 1923 gegründet. 1930 bestand Ondratice aus 155 Häusern und hatte 691 Einwohner. Von 1939 bis 1945 gehörte Ondratice / Ondratitz zum Protektorat Böhmen und Mähren. Das neue Schwimmbad am westlichen Ortsrand wurde 1944 eröffnet. Nach dem Ende des Zweiten Weltkrieges verließen im Jahre 1945 21 Familien das Dorf und übersiedelten ins nordmährische Grenzgebiet. Im Erdgeschoss des Schulhauses wurde 1947 ein Kindergarten eröffnet. Im Februar 1949 wurde die Gemeinde aus dem Okres Vyškov ausgegliedert und dem Okres Prostějov zugeordnet. Im Jahre 1950 hatte Ondratice 618 Einwohner. Die JZD Ondratice wurde 1957 gegründet. Die Grundschule wurde im Sommer 1980 geschlossen, im Herbst 1983 auch der Kindergarten. Am 1. September 1983 begann in der Schule der Unterricht für die Klassen 1–3 der Grundschule Brodek u Prostějova, ab dem Sommer 1987 stand das Schulhaus leer. Beim Zensus von 2001 lebten in den 161 Häusern von Ondratice 343 Personen. Im ehemaligen Sandgrubengelände südöstlich des Dorfes wurde eine Motocrossstrecke eingerichtet.

## Sehenswürdigkeiten
- Glockenturm auf dem Dorfanger, er wurde 1898 erneuert
- Steinernes Kreuz, vor der Kapelle
- Marienstatue, an der Straße nach Brodek
- Denkmal für die Gefallenen des Ersten Weltkrieges
- Gedenkstein für die Rote Armee
- Naturdenkmal Kopaniny, südwestlich des Dorfes im Quellgrund des Ondratický potok